# Sršní nektar
Sršní nektar je látka složená z aminokyselin a cukrů, která svým složením odpovídá tekutině produkované larvami sršně mandarínské. Zajímavý je zejména proto, že zrychluje tukový metabolismus, díky čemuž japonské sršně dokáží za den nalétat i 100 km.

## Získávání stravy sršně mandarínské
Dělnice sršně mandarínské umí zpracovávat pouze tekutou stravu. Někdy taková strava není k dostání. U hmyzu jsou však časté velké odlišnosti mezi jednotlivými stádii jedince, a tak larva tuhou stravu zpracovávat dovede. V praxi celý proces stravování funguje tak, že dospělci naloví hmyz, nakrmí s ním larvy a ty z nich vyprodukují speciální tekutinu, kterou již dospělí jedinci zpracovat dokážou. Tomuto krmení se říká trofalaxe.
ato tekutina obsahuje zejména aminokyseliny ve specifickém poměru, který má účinky na vytrvalost. Dělnice sršně mandarínové jsou schopny denně nalétat až 100 km rychlostí přibližně 40 km/h, což je mezi hmyzem jedna z největších zaznamenaných vzdáleností. Tento výkon je umožněn efektivním metabolismem a využíváním energie z tekutiny produkované larvami.

## Využití ve sportu
Směs aminokyselin a cukrů produkovaná larvami sršně mandarínské, je známý svým vlivem na zrychlení tukového metabolismu, což umožňuje těmto sršňům denně nalétat až 100 km. Tato vlastnost inspirovala vývoj doplňků stravy pro vytrvalostní sportovce, které napodobují složení sršního nektaru. Tyto doplňky jsou oblíbené zejména v Japonsku a mezi sportovci po celém světě pro svůj potenciál zlepšit vytrvalost a efektivitu využití tuků jako zdroje energie
Sršním nektarem zvaným VAAM (Vespa amino acid mixture) se začali zabývat vědci. Někteří vytrvalostní běžci, triatlonisté, běžkaři a dálkoví plavci se sršním nektarem zkoušeli experimentovat, protože jeho účinky na vytrvalost byly potvrzeny i u lidí. Nejznámější sportovkyní užívající sršní nektar je Japonka Naoko Takahašiová, která s jeho pomocí vyhrála v roce 2000 olympijský maraton.